# Stazione di Pizzale-Lungavilla
La stazione di Pizzale-Lungavilla è una stazione ferroviaria posta lungo la linea Milano-Tortona, a servizio dei centri abitati di Pizzale e Lungavilla.

## Storia
Fino al 1894 la stazione fu denominata "Calcababbio" come l'omonimo comune che in quell'anno prese il nome di Lungavilla. Da allora e fino al 1º settembre 2011 fu denominata semplicemente “Lungavilla”.
Il 29 giugno 1944 la stazione subì un pesante bombardamento aereo con la conseguente distruzione dell'impianto. Il fabbricato di stazione esistente risale al secondo dopoguerra; una targa è posta a ricordo delle vittime di quell'evento bellico.

## Movimento
Il servizio passeggeri è costituito da treni regionali espletati da Trenitalia e da Trenord nell'ambito dei contratti di servizio stipulati con le regioni Piemonte e Lombardia, rispettivamente.

## Servizi
La stazione di Pizzale-Lungavilla è dotata di: 
- Sala d'attesa